# ホモレプティック
ホモレプティック (英: homoleptic) とは、すべての配位子が同一であるような錯体を意味する語である。この語は、すべて同じということを意味するホモ接頭辞を用いている。逆に、複数の配位子をもつ錯体はヘテロレプティックであるといわれる。
いくつかのホモレプティックであることを示唆する名前の化合物は、実際には名前が示されない配位子をもつためにヘテロリプティックである。例えば、グリニャール試薬のエーテル溶液中における化学平衡で見出されるジアルキルマグネシウム錯体は、それぞれのマグネシウム中心に結合した 2 つのエーテル配位子をもっている。
もう1つの例は、トリメチルアルミニウムの（THF のような）エーテル溶液である。類似の化学はトリアリールボランまたはトリアルキルボランで予想される。
DMSO のようないくつかの配位子は、2 またはそれ以上の異なる様式で結合することができる。しかし、異なる結合様式がある配位子を 1 種類のみもつ錯体をホモレプティックであるとみなすことは、やはり合理的であると考えられる。複雑なジクロロテトラキス(ジメチルスルホキシド)ルテニウム(II)錯体において、DMSO は S 側と O 側の両方の様式で結合している。

## ホモレプティック錯体
- バナジウムヘキサカルボニル
- 鉄ペンタカルボニル
- ニッケルテトラカルボニル
- 六フッ化ウラン
- フェロセン